# Douglas DC-8
Douglas DC-8 — американский реактивный авиалайнер компании «McDonnell Douglas», производился с 1958 по 1972 год.

## Предпосылки
К моменту введения в эксплуатацию в 1949 году первого в мире турбореактивного авиалайнера de Havilland Comet, компании «De Havilland» и «Douglas» лидировали на рынке производства авиатехники. Несмотря на то, что «Boeing» была первой компанией, после выпуска модели 247 в 1933 году наметившей тенденции создания современных цельнометаллических самолётов, «Douglas» более чем какая-либо другая фирма сумела воплотить эту тенденцию в жизнь. Компания производила ряд поршневых коммерческих самолётов начиная в 1930-х, 40-х и 50-х годах; было выпущено 198 единиц DC-2, 10 655 — DC-3 (в основном для военного применения в ходе Второй мировой войны), 1243 — DC-4, 704 — DC-6 и 338 — DC-7.
Учитывая успех выпускаемых моделей, в компании «Douglas» посчитали, что нет причины стремиться к чему-то новому, как это делали конкуренты: Lockheed Corporation и Convair. Большая часть производителей воздушного транспорта ожидали постепенного перехода от поршневых двигателей к более экономичным турбовинтовым двигателям, нежели к исключительно реактивным.
Компания «Boeing» же смело приступила к созданию исключительно реактивного лайнера уже в 1948 году. Военное отделение компании «Boeing» наработало обширный опыт проектирования таких дальних реактивных самолётов, как B-47 Stratojet (первый полёт осуществлён в 1947 году) и B-52 Stratofortress (1952 год). Имея заказы на производство или обслуживание тысяч реактивных бомбардировщиков, «Boeing» тесно сотрудничала со Стратегическим командованием ВВС США и надеялась стать предпочтительным производителем для грядущей замены флота поршневых самолётов KC-97 Stratofreighter. Для «Boeing» это была возможность построить реактивный самолёт для дозаправки в воздухе, который можно бы было переделать в коммерческий авиалайнер.
Первенец реактивной эры, «Комета-1» фирмы «De Havilland», встала в строй в 1952 году. Поначалу это был успешный самолёт, но после ряда катастроф в 1953 и 1954 годах его эксплуатация была запрещена до выяснения причин. Авиакомпании аннулировали заказы на производство «Кометы-1», доверие общества к реактивному транспорту было подорвано. Компании «De Havilland» понадобилось 4 года на поиск и решение проблемы. Причина катастроф «Кометы-1» не имела ничего общего с реактивными двигателями, она крылась в развитии усталости металла герметичного салона, вызванной частыми изменениями высоты полёта. Исследование усталости металла на «Комете-1» дало жизненно важные данные для обеспечения безопасности полётов последующих машин, таких как DC-8.

## История самолёта
В 1952 году компания «Douglas» оставалась самым успешным производителем коммерческих самолётов. Компания получила более 300 заказов на производство поршневого DC-6 и следующей модели DC-7, которая ещё не поднималась в воздух — до её коммерческой эксплуатации оставалось 2 года. Катастрофы и последующий спад интереса к реактивным самолётам, казалось, подсказывал, что решение продолжать выпускать винтовые самолёты было верным. Но тем не менее, не забывая следить за заказом на дозаправщики для ВВС США, «Douglas» начала тайные разработки реактивного транспорта, которые к середине 1953 года вылились в окончательную концепцию: 80-местный низкоплан с четырьмя турбореактивными двигателями Pratt & Whitney JT3C, стреловидностью крыла 30° и внутренним диаметром фюзеляжа 3,35 метра, с пятью креслами в ряду. Максимальный вес должен был составить 95 тонн и дальность полёта от 4800 до 6400 километров.
В компании не испытывали особого энтузиазма по поводу реактивного проекта, но полагали, что контракт на производство заправщика для ВВС США будет разделён между двумя компаниями, как это бывало в прошлом. В мае 1954 года ВВС США направили техническое задание на создание 800 реактивных заправщиков в компании «Boeing», «Douglas Aircraft», «Convair», «Fairchild Aircraft» и «Lockheed Martin». На тот момент «Boeing» была готова запустить в воздух первый прототип в течение двух месяцев. До конца года ВВС США заказали первый (из 808 в конечном итоге) заправщик Boeing KC-135. Кроме возможности осуществить поставку дозаправщиков в короткие сроки, «Boeing» также являлась компанией, которая произвела систему дозаправки в воздухе для самолётов прошлой модели КС-97; таким образом, разработка КС-135 была беспроигрышным ходом.
Уже через четыре месяца после распространения техзадания ВВС США заказали компании «Boeing» 29 КС-135. Дональд Дуглас был шокирован быстротой решения, поскольку (как он говорил) конкурирующие компании не имели возможности даже предоставить свои предложения, и подал безуспешный протест в Вашингтон. В последующие годы ВВС США закупили исключительно у «Boeing» более 800 стратегических воздушных заправщиков.
Начиная проект DC-8, Дуглас решил, что сдаваться не стоит. Консультации с авиакомпаниями-перевозчиками вылились в ряд изменений: фюзеляж был расширен на 380 мм, чтобы позволить поместить 6 кресел в одном ряду. Это повлекло увеличение площади крыла и хвостового оперения, а также удлинение фюзеляжа. Стоимость программы была невообразима, на тот момент это было самым дорогостоящим предприятием, когда-либо предпринятым компанией-одиночкой. Дональд Дуглас выложил $ 450 000 000 из собственного кармана.
Официально Douglas DC-8 был представлен в июле 1955 года. Для начала были представлены четыре модификации; все на основе одного планера длиной 45,9 метров, с размахом крыла 43 метра, но с разными двигателями и объёмом топливных баков, и с максимальной массой между 120 и 130 тоннами. Первый полёт был запланирован на декабрь 1957 года, а ввод в коммерческую эксплуатацию — на 1959 год. Хорошо понимая своё отставание от «Boeing», Дуглас начал широкомасштабную маркетинговую кампанию.

### Начало реактивной эры
Во второй половине 1950-х годов во всём мире всё ещё правили авиалайнеры с поршневыми двигателями. Прототип французского самолёта на 90 пассажиров с двумя реактивными двигателями Sud Aviation Caravelle только что поднялся в воздух первый раз, эксплуатация «Кометы-1» всё ещё была запрещена, а Boeing 707 не ожидался до конца 1959 года. Советский самолёт Ту-104 по понятным причинам не имел доступа на открытый рынок гражданской авиатехники, а потому в расчёт не принимался. Переход на новые типы самолётов предполагал скорее замену на турбовинтовые, нежели на турбореактивные.
Уже началась эксплуатация первого турбовинтового самолёта Vickers Viscount на 40—60 мест, который был чрезвычайно популярен как среди авиакомпаний, так и среди пассажиров — он был намного быстрее, тише и комфортнее, чем самолёты с поршневыми двигателями. Другой британский самолёт на 90 мест — Bristol Britannia — уже заслужил прекрасную репутацию, и «Lockheed Corporation», главный конкурент «Douglas» на большом рынке поршневых самолётов, начал работу над турбовинтовым самолётом средней дальности на 80—100 мест Lockheed L-188 Electra, с предзаказом от American Airlines на 35 самолётов и другими потенциальными крупными заказами.
Крупные авиакомпании-перевозчики не особо стремились подвергаться огромным финансовым и техническим рискам, связанным с использованием реактивных самолётов. С другой стороны, никто не мог себе позволить отказаться от реактивного самолёта, при условии, что конкуренты его купят. Такое положение вещей оставалось в силе до октября 1955 года, когда Pan American разместила заказы одновременно на 20 единиц Boeing 707 и 25 единиц DC-8. Купить дорогой и неиспытанный тип реактивного воздушного судна было смелым шагом, а купить два типа — неслыханной смелостью (хотя это и снижало риск в случае неудачи с одним из них).
В последние месяцы 1955 года другие авиакомпании бросились вдогонку: Air France, American Airlines, Braniff, Continental Airlines и Sabena заказали Boeing 707; United Air Lines, National Airlines, KLM, Eastern Air Lines, Japan Airlines и SAS выбрали DC-8.
В 1956 году Air-India, BOAC, Lufthansa, Qantas и TWA добавили более 50 заказов на Boeing 707, а «Douglas» продал 22 DC-8 Delta Air Lines, Swissair, TAI, Trans-Canada Air Lines и UAT.
К началу 1958 года «Douglas» продал 133 DC-8 против 150 Boeing 707. Несмотря на это, последующие цифры продаж изменились, и DC-8 продавался в скромных количествах, в то время как продажи Boeing 707 росли и вдвое превысили количество проданных «Дугласов». Первый DC-8 был выпущен на новой фабрике в Лонг Бич (Калифорния) в апреле 1958 года и взлетел в первый раз в мае. Позже в том же году увеличенный вариант «Кометы» наконец вернулся в строй, но было слишком поздно для того, чтобы пытаться занять весомую долю рынка. «De Havilland» получила только 25 заказов, а в октябре «Boeing» начала выпуск Boeing 707 для авиакомпании Pan American.
Дуглас предпринимал серьёзные усилия, чтобы наверстать упущенное, используя не менее десяти самолётов для лётных испытаний для получения сертификата ФАА на первую из многочисленных версий DC-8 в августе 1959 года. Необходимо было осуществить многое: первоначальные интерцепторы в нижней части фюзеляжа были признаны неэффективными и были просто исключены из конструкции с появлением реверса тяги; для увеличения подъёмной силы на малых скоростях были добавлены уникальные щели в передней кромке крыла; прототип не дотягивал 46 км/ч до заявленной крейсерской скорости, и для уменьшения сопротивления воздуха должны были быть разработаны новые увеличенные законцовки крыла.
В сентябре 1959 года Delta Air Lines и United Air Lines начали коммерческую эксплуатацию DC-8. К марту 1960 года компания «Douglas» достигла планируемой частоты выпуска — 8 единиц DC-8 в месяц.
21 августа 1961 года DC-8 преодолел звуковой барьер и достиг скорости 1,012 М (1262 км/ч) в ходе управляемого пике с высоты 12 496 метров. Полёт предпринимался с целью собрать данные для проектирования новых передних кромок крыла. DC-8 стал первым гражданским самолётом, преодолевшим звуковой барьер. Это был экземпляр DC-8-43, позднее переданный авиакомпании Canadian Pacific Air Lines под бортовым номером CF-CPG.

### Модификации
Несмотря на большое количество ранних модификаций DC-8, все они основывались на одном планере и различались двигателями, массой и мелкими деталями. Boeing 707, напротив, поставлялся в различных вариантах длины фюзеляжа: изначальная 44 метра у Boeing 707—120, модификация 41 метр пожертвовавшей длиной ради увеличенной дальности, и удлинённым Boeing 707—320, который при длине 46,5 метров имел салон на 3 метра длиннее, чем у DC-8. В компании «Douglas» упорно отказывались выпускать удлиненный или укороченный вариант DC-8 и постепенно теряли долю на рынке, уступая «Boeing». После блестящего старта к 1962 году продажи DC-8 снизились до 26 экземпляров, и далее до 21 в 1963 году, 14 в 1964, и большая часть этих самолётов являлись грузовой модификацией Jet Trader, а не более престижной пассажирской. Несмотря на приличные продажи DC-8 и прекрасные результаты программы DC-9, в 1967 году компания «Douglas» была вынуждена принять слияние с McDonnell Aircraft Corporation и превратиться в McDonnell Douglas (MDC).
В апреле 1965 года «Douglas» с запозданием объявила о выпуске удлинённой версии DC-8, и не одной, а трёх новых моделей, известных как Super Sixties. Программа выпуска DC-8 оказалась под угрозой закрытия, учитывая, что продано было менее 300 самолётов, но Super Sixties прибавили к ней интереса. К моменту окончания производства в 1972 году было выпущено 262 удлинённых DC-8. Имея 169 посадочных мест, DC-8 стал самым большим авиалайнером на рынке, и оставался таковым до выпуска Boeing 747 в 1970 году.

### Уровень шума
Все ранние реактивные лайнеры были достаточно шумными по современным[когда?] стандартам. Увеличение интенсивности воздушного движения и перемена общественного мнения привели к жалобам на шум самолётов и к движению за введение ограничений. Уже в 1966 году Портовое управление Нью-Йорка и Нью-Джерси выразило озабоченность касательно шума ещё не построенного на тот момент DC-8-61, и авиаперевозчикам пришлось согласиться на эксплуатацию с пониженной массой для уменьшения уровня шума. К началу 1970-х во многих странах было принято законодательство, касающееся стандартов уровня шума воздушных судов, и 60-я серия DC-8 оказалась под риском запрещения эксплуатации в крупнейших аэропортах.
В начале 1970-х годов несколько авиакомпаний обратились к «McDonnell Douglas» с запросом на модификации DC-8 с пониженным уровнем шума, однако ничего не было сделано. Сторонние компании разработали систему послепродажной подготовки для снижения уровня шума, но реальных действий для того, чтобы сохранить DC-8 в строю, предпринято не было. В итоге в 1975 году компания «General Electric» начала переговоры с основными авиаперевозчиками по вопросу установки нового и гораздо более тихого франко-американского двигателя CFM56 на DC-8 и Boeing 707. «McDonnell Douglas» не предпринимала действий, но в конечном итоге в конце 1970-х вернулась на рынок с 70-й серией DC-8.
Super Seventies (70-я серия) имела большой успех: примерно на 70 % тише, чем 60-я серия, и ко времени их ввода в строй серия стала самым тихим в мире лайнером с четырьмя двигателями. Вместе с уменьшением шума и увеличением мощности двигатели CFM56 были примерно на 20 % экономичнее, чем старые JT3D, что снизило эксплуатационные издержки и увеличило дальность полёта.

### Наследие
В годы производства DC-8 зачастую и несправедливо рассматривался как не более, чем копия Boeing 707, продажи которого превысили продажи DC-8 в два раза. Несмотря на это, сейчас[когда?] число эксплуатируемых самолётов этих двух типов сопоставимо. И те, и другие используются преимущественно в ВВС ряда стран в качестве грузовых самолётов и самолётов радиоэлектронной разведки, а в гражданской авиации DC-8 сумели «пережить» конкурента. В то время как коммерческая эксплуатация Boeing 707 была завершена в январе 2019 года, 5 DC-8 по состоянию на 2023 продолжают использоваться перуанской Skybus Jet Cargo (2 борта) и конголезской Trans Air Cargo Service (3 борта) для коммерческих грузоперевозок.

## Лётно-технические характеристики
|                                          | DC-8-10/20/30                                          | DC-8-60/70                                                |
| ---------------------------------------- | ------------------------------------------------------ | --------------------------------------------------------- |
| Экипаж                                   | 3                                                      | 3                                                         |
| Пассажиров                               | 176 (эконом) 124 (смешанный)                           | 259 (эконом) 180 (смешанный)                              |
| Длина                                    | 45,87 м                                                | 57,10 м                                                   |
| Размах крыльев                           | 43,41 м                                                | 45,24 м                                                   |
| Высота                                   | 13,21 м                                                | 13,11 м                                                   |
| Ширина фюзеляжа                          | 3,73 м                                                 | 3,73 м                                                    |
| Площадь крыла                            | 257,4 м²                                               | 271,9 м²                                                  |
| Вес пустого                              | 60 800 кг                                              | 66 360 кг                                                 |
| Макс. взлётный вес                       | 140 600 кг                                             | 161 000 кг                                                |
| Силовые установки (4x)                   | Pratt & Whitney JТ4А-9 турбореактивный, 74,7 kN каждый | Pratt & Whitney JТ3D-7 турбовентиляторный, 84,5 кН каждый |
| Макс. крейсерская скорость               | 934 км/ч (М 0,88)                                      | 934 км/ч (М 0,88)                                         |
| Дальность с макс. коммерческой нагрузкой | 7410 км                                                | 3445 км                                                   |
| Нагрузка на крыло                        | 546,2 кг/м²                                            | 592,2 кг/м²                                               |
| Соотношение тяга/вес                     | 0,217                                                  | 0,21 (расчётное)                                          |

## Аварии и катастрофы
По данным сайта Aviation Safety Network, по состоянию на 10 января 2020 года в общей сложности в результате катастроф и серьёзных аварий были потеряны 83 самолёта Douglas DC-8. Douglas DC-8 пытались угнать 46 раз, при этом погибли 2 человека. Всего в этих происшествиях погибли 2330 человек.